# Alphonse Merrheim
Alphonse Merrheim (1881-1925), foi um sindicalista revolucionário francês.

## Biografia
Merrheim era operário na indústria do cobre, vindo a tornar-se, em 1904, secretário da federação de sua categoria (que era filiada à CGT) e, posteriormente (1909), membro da diretoria da federação dos trabalhadores de metais e similares da França.
No exercício dessas funções, mostrou-se refratário à qualquer colaboração com o Partido Socialista Francês (SFIO).
Em 1906, foi um dos signatários - junto com Victor Griffuelhes - da Carta de Amiens.
Durante a Primeira Guerra Mundial, esteve entre os primeiros sindicalistas a criticar a adesão da CGT à União Sagrada (4 de agosto de 1914) e a participar de manifestações pacifistas contra a guerra.
Na Conferência Socialista de Zimmerwald (1915), destacou-se como um dos principais líderes da maioria, contra a corrente liderada por Lenin.
Merrheim sempre demonstrou hostilidade à Revolução Russa e recusou-se a apoiar as greves de Junho de 1919.